# Костёл Непорочного Зачатия Пресвятой Девы Марии (Кашубинцы)
Костёл Непорочного Зачатия Пресвятой Девы Марии — римско-католический храм в д. Кошубинцы Гродненского района. Памятник деревянного зодчества с чертами стиля барокко.

## История

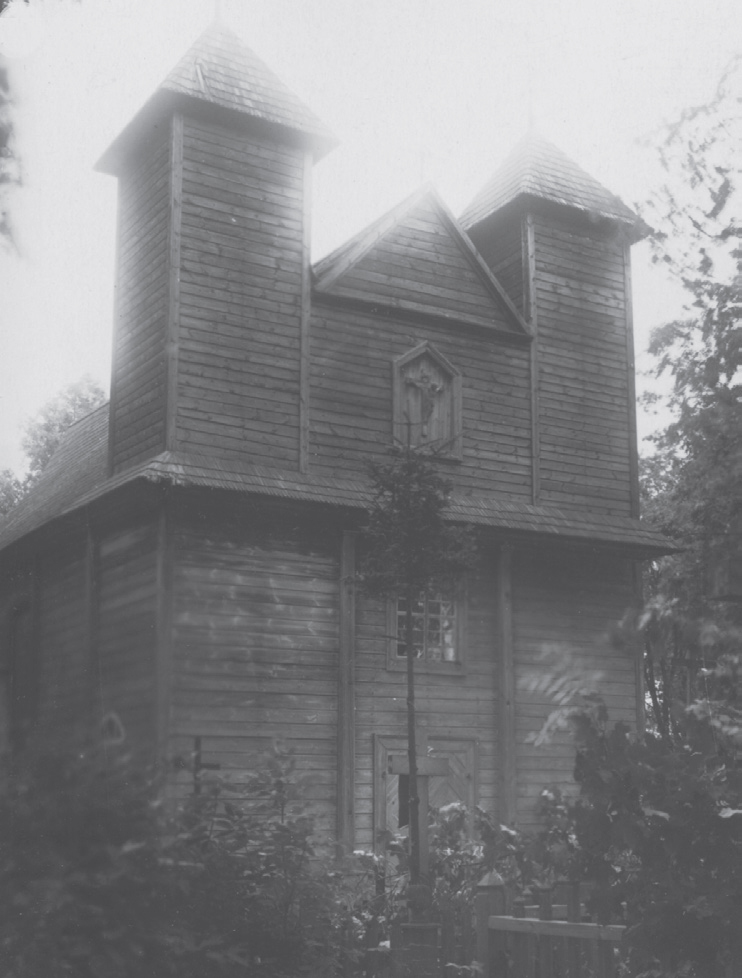
Костёл в XIX веке

Деревянный костел Непорочного Зачатия Матери Божьей  был основан в 1750 году гродненскими иезуитами, которые осуществляли здесь свою миссию. Со временем вокруг костёла образовалось кладбище.
В XIX веке деревня принадлежала роду Богатков, костёл имел статус часовни Озёрского прихода. Икона Божией Матери Снежная в главном алтаре считалась чудодейственной. Костёл существовал еще в 1939 году, но до наших дней не сохранился. В то время количество прихожан превышало 1500 человек, часовня в Скиделе принадлежала приходу, сейчас это костёл Вознесения Девы Марии.
В 1962 году костёл был закрыт советскими властями и со временем превратился в руины. Здание бывшей плебании был приспособлен под жилой дом. В 1989 году костёл был возвращен прихожанам, началась его реставрация, а через несколько лет он была повторно освящен под историческим названием Непорочного Зачатия Богоматери.

## Архитектура
Костёл прямоугольный в плане с пятигранной алтарной частью и единственной ризницей, углы главного фасада завершены двумя четырехугольными шатровыми башнями. Здание покрыто высокой двускатной шиферной крышей с шатровыми крышами над апсидой. Рядом с костёлом раньше стояла колокольня (не сохранилась). Перед боковым входом в костёл стоит фигура Богоматери с маленьким Иисусом, перевезена сюда из в. Котра.

### Интерьер
В зале три алтаря. Заглавная икона Непорочной Божией Матери помещена в основной (икона имеет подпись на польском языке: " Община АА. Миссионеры, Сыны Непорочного Сердца Марии - АА. Кларетины. А. Станислав Гавлик. Художник Видмантас Велювис, 1991 "). Она окружена иконами Евфимия (слева) и Анны. Над алтарем находится надпись «AMEN ALLELUJA», а над сводом пресвитерия — «Мои глаза отверзнутся, и мои уши будут готовы к молитве того, кто будет молиться на том месте». Боковые алтари двухъярусные. В левом над иконой св. Николая, епископа, помещена икона Иисуса Милосердного, в правом над иконой Пресвятого Сердца Иисуса икона Божией Матери Остробрамской. Над притвором был построен органный хор, но от старого органа уцелел только каркас-фасад. Теперь ограда хоров  украшена различными вариантами польского государственного герба.